# Gad Frederik Clement
Gad Frederik Clement (Frederiksberg, 9 de julio de 1867-Copenhague, 7 de enero de 1933) fue un pintor danés. 

## Biografía
Su padre era contable, y se formó como pintor de casas antes de estudiar arte con Hans Grønvold en la Escuela Técnica de Copenhague (1883-1885), después asistió a la Real Academia de Bellas Artes de Dinamarca, donde se graduó en 1888 y después estudió con Laurits Tuxen y Frans Schwartz en la Kunstnernes Frie Studieskoler (1888-1892) antes de completar sus estudios con Kristian Zahrtmann en 1901.
En sus primeros años, su amigo Mogens Ballin lo influyó mucho y lo introdujo en la pintura simbolista francesa. En 1890, conoció a Paul Gauguin y a sus amigos en Francia, lo que hizo que se asociara con Johannes Jørgensen, fundador de la revista “Taarnet”, que promovía el simbolismo, estilo en el que pintó muchos cuadros que expuso en el  en el Castillo de Charlottenborg en 1893. 
Sus viajes a Italia a partir de 1890 hicieron que luego se interesara por el renacentismo italiano, como manifiestan sus posteriores obras paisjísticas. Formó parte también de la colonia artística de Civita d'Antino.
Conoció a su esposa, la también pintora, Tupsy Clement (de soltera Jebe, 1871-1959) en Roma en 1902, ambos están en el famoso grupo de los pintores de Skangen, colonia artística que se estableció al norte de Jutlandia.